# Chapel Hill (Carolina del Nord)
Chapel Hill è una città degli Stati Uniti d'America, nella Contea di Orange nello Stato della Carolina del Nord.
È sede della Università della Carolina del Nord a Chapel Hill.
È stata sede nel 1994 e successivamente nel 2012 di una serie di conferenze internazionali (Chapel Hill Consensus Conference) volte a rimodernare il sistema di classificazione per le vasculiti.

## Amministrazione

### Gemellaggi
- Saratov
- Puerto Baquerizo Moreno